# 水谷美月 (ヴァイオリニスト)
水谷 美月（みずたに みづき、8月21日 - ）は、シンガーソングライター・ヴァイオリニスト・歌手・YouTuber。大分県大分市出身。

## 略歴・人物
幼少の頃から才能教育でヴァイオリンを学ぶ。
ヴァイオリニストでありながらも、柔道初段と中学生社会科教員免許を取得している。
曽祖父は音楽教育家・音楽家、児童演劇教育家の水谷しきを、水谷式夫での表記も多い。本名は水谷志奇男。大叔父はピアニストで音楽教育家、東京藝術大学名誉教授の水谷達夫。
水谷豊主演で話題となった舞台『陽のあたる教室』に、ヴァイオリン演奏の生徒役で出演。その後「藤みさき+」メンバーとしてエイベックスからメジャーデビュー。フィドル奏者・功刀丈弘に師事。歌では、中島美嘉やBoA等を手掛けるKIKI、鈴木亜美を指導する安原潔のもとで研鑽を積む。
2008年冬から、イースで知られるゲーム制作会社日本ファルコムの楽曲をライブなどで演奏する老舗バンド『J.D.K.BAND』のヴァイオリン、コーラスを担当。同バンドの様々なライブやレコーディングに参加していた。2018年１月のライブを最後に『J.D.K.BAND』を脱退。
『恋文』（作詞：りあん　作曲：平方元）が2009年BS11のイメージソングに抜擢された。それに伴い、2月にCD『InnerRserve』を発売。
2009年12月には、浅草JAZZコンテストのボーカル部門で金賞受賞する。
2013年、BSフジ『一滴の向こう側』テーマ曲でボーカルとヴァイオリンを担当。
同年、岩手県一関市・骨寺村の特命大使に就任。
2013年からは東京ヴァイオリンメンバー。リーダーも務める。他にもBONNIE PINKや普天間かおり、加山雄三、影山ヒロノブ、美郷あき、高梨康治などのレコーディングやライブサポートも多数。クラシックからポップス、ロックまで幅広いジャンルで活躍中。
2013年5月よりYouTubeチャンネルでの活動も積極的に行っており、YouTuberとして自らのチャンネルではバイオリン以外の楽器、「チェロ」「ギター」などに挑戦している、また本格的なお菓子づくりなどもYouTubeチャンネル内で行っている。なかでも視聴者から相談や質問を募集している人生相談コーナーは2014年から続いており300回を超える。女性のヴァイオリニストが相談や悩みに回答する、人生相談コーナーが話題を呼び、ラジオやテレビ番組でも取り上げられた事がある。
2018年ファーストアルバム『ぼくの宝物』リリース。
自ら、作詞作曲を手がけたアルバム内の「ぼくの宝物」がWALLOP放送局『Oliver`s Music』のテーマ曲となる。番組終了後も、引き続き同局内の番組『水谷美月のMusicMoon』と『千野こころのMUSIC PLATE』のテーマ曲となる。

## TV・ラジオ・映画出演
- 2008年12月 文化放送 Suono Dolceに出演
- 『恋文』作詞：りあん　作曲：平方元 09年BS11 イメージソング
- 2009年2月 BS11『オトナの自由時間』出演
- 2009年2月CD『InnerRserve』を発売
- 2009年10月〜 カーテンじゅうたん王国CMロゴ担当
- 2010年3月NHK FM サタデーホットリクエスト出演
- 2013年BSフジ『一滴の向こう側』テーマ曲でヴァイオリンとボーカルを担当。
- 2013年 NHK『ならナビ』テーマ曲でヴァイオリンを担当。
- 2014年『銀座ファインケアクリニック』CMに東京ヴァイオリンメンバーとして出演、演奏と歌も担当
- 2014年制作・配給：BS-TBS、古厩智之監督、芸術選奨文部科学大臣賞受賞の小池真理子作品の映画化。ユナク主演 映画『無花果の森』にて、オーケストラメンバーとして出演。
- 2014年 WALLOP放送局『Oliver`s Music』2018年12月末の放送にて放送終了。
- 2016年 黒澤楽器店『クロサワバイオリン』CM出演と演奏（フジテレビ・ローカル）
- 2018年 ひかりTV&dTVチャンネル配信、藤田富主演 ドラマ『拝み屋怪談』にて、蝶々夫人、第2幕のアリア「ある晴れた日に」を歌う。（歌声のみ）
- 2019年1月〜 WALLOP放送局水谷美月初の冠番組『水谷美月のMusic Moon』放送開始。同局「Oliver`s Music」の番組の後を引き継ぐ形となり同一放送時間。
- 2019年12月 大阪の弦楽器専門店『弦楽堂』CM出演（インターネット・ローカル）